# 大澤壽人
- 大沢寿人

大澤 壽人（おおさわ ひさと、1906年8月1日 - 1953年10月28日）は、日本の昭和時代前期に活動した作曲家、指揮者。兵庫県神戸市出身。

## 生涯
愛媛県出身の父・大澤壽太郎（神戸製鋼所の技術者）と母・トミの間に二男四女の長男として神戸に生まれ、母がクリスチャンであったので幼少から兄妹と共に教会学校へ通い、賛美歌やオルガンに親しんだ。こうして、少年のころより独学ないし教会に通う外国人、アレクサンドル・ルーチンとペドロ・ビリャベルデから音楽を学んだ。
1930年（昭和5年）、関西学院高等商業学部卒業後すぐにアメリカ合衆国（米国）に渡り、ボストン大学およびニューイングランド音楽院に入学、ハインリヒ・ゲプハルト、クルト・フィッシャー、アルフレッド・デ・ヴォトーにピアノを、レイモンド・ロビンソンに対位法を、フレデリック・コンヴァースに作曲を、カール・マッキンリーに管弦楽法を師事しながら作品の発表を行う。1933年（昭和8年）には日本人としては初めてボストン交響楽団を指揮する。
1934年（昭和9年）、フランスに渡ってエコールノルマル音楽院に入学し、ポール・デュカスやナディア・ブーランジェに師事する。交響曲第2番やピアノ協奏曲第2番などを発表し、様々な音楽家から高い評価を得た。1936年（昭和11年）に日本へ帰国し、世界の最先端の音楽を学んだ作曲家・指揮者として活躍する。
戦後はボストン・ポップス・オーケストラなどに範をとった後、自らセミ・クラシックの楽団（大阪・ラジオシンフォネット）を組織し、ラジオを通じて活発な啓蒙的音楽活動を行った。その傍らで神戸女学院大学音楽科で教鞭を執ったり映画や宝塚歌劇団などへの音楽の提供など精力的な活動を行い、1951年（昭和26年）に開局した朝日放送（ABC）の専属指揮者に就任する。ABCラジオ専属時代は毎週締め切りに追われ、多忙な日々を過ごしたが1953年（昭和28年）10月28日に脳溢血のため47歳で急死。父親の郷里である愛媛県新居浜市に墓がある。
生年については長らく「1907年（明治40年）生」とされていたが、後年の研究によって正しくは「1906年（明治39年）生」であることが戸籍謄本・小学校卒業証書・関西学院学籍簿と卒業証書・パスポート・技藝者許可申請書により確認された。また、生家において「大澤」姓は「おおさわ」と読むが、西洋人には「オーサワ」が発音しにくいと言う理由から米国公演では "Hisato Ozawa" と自署し「オーザワ」と呼ばせていた。そのため欧米では "Ozawa"、或いは "Ohzawa" として知られており、日本でも文献により「おおさわ」と「おおざわ」の読みが混在していた。

## 業績
ボストン交響楽団で日本人として初めて指揮した。当時の日本クラシック音楽家としては画期的な作品を多数残したが、没後50年近くたって片山杜秀と藤本賢市が楽譜を遺族宅で発掘するまで、ほとんどが忘れ去られていた。ピアノ協奏曲第3番『神風』が2003年2月3日、東京で野平一郎の独奏、本名徹次指揮、オーケストラ・ニッポニカにより、初演後65年ぶりに蘇演されたことが再評価の契機となった。作品には交響曲が3曲、ピアノ協奏曲が3曲（神風を入れて）、交響組曲「路地よりの断章」「さくらの声」「ジャズ変奏曲」「シルヴァー・イメージ」「ペガサス狂詩曲」、クーセヴィツキーに献呈した「コントラバス協奏曲」、弦楽四重奏曲、ピアノ三重奏曲、ピアノ五重奏曲などがある。映画音楽や小中高校の校歌、兵庫県内の市歌なども作曲した。

## 作風
1936年帰国後、留学期と同様の作風による楽曲をなかなか作ることが出来なかった大澤はラジオ、映画、宝塚歌劇団などの音楽、レビューを担当する仕事に携わることになる。しかしながら、「サクソフォン協奏曲」や「トランペット協奏曲」「ジャズ変奏曲」など大澤の好みである濃厚なジャズの響きが特徴の作品を書いている。つまり、大澤は時代の環境に合う作曲活動を展開していきながら、かつ自分の欲求を搾り出していったことになる。ラジオの面では歌曲集「ABCホームソング」を書いた。
本分である器楽作品の面で「交響曲第4番」を作曲しようと構想していたが、楽譜の表紙のみが遺されているのみで譜面に音符が書かれることはなかった。

### 大澤と「さくら」
大澤の作品には「さくら」というキーワードの作品が多少みられる。代表的な作品としては、「交響曲第3番」、ソプラノと管弦楽のための「さくらに寄す」、ピアノと管弦楽のための「さくら幻想曲」がある。これらの作品では、日本古謡「さくら」が用いられ、モチーフとして扱われたり、全体を占める主題として扱われたり、変奏されたりする。

## 代表作

### 管弦楽曲
- 小交響曲 - 2つの管楽器と弦楽合奏のための（1932年）[16]
- 新英州（1933年）
- 3つの田園交響楽章 Sons of Earth（1934年）
  1. 大空の下で
  2. 礼拝者と聖なる踊り
  3. 収穫の祭り 歓喜の時
- 交響曲第1番 (1934年）[17]
- 朝の詩
- 交響楽組曲『影の断片 Les pièces des ombres』（未完）
- 交響変奏曲『考える人に Le penseur』
- 交響曲第2番（1935年）
- 交響組曲『路地よりの断章』（1935年）[18]
- 交響曲第3番『建国の交響楽』（1937年）
- ベネディクトゥス幻想曲（1944年）[19]
- ジャズ変奏曲 - 蝶々の歌を主題とせる（1946年）
- ペガサス狂詩曲（1949年）[20]
- シルヴァー・イメージ（1951年）

### 協奏曲
- チェロと管弦楽のための浦島（1932年）[16]
- ピアノ協奏曲第1番 イ短調（1933年）[21]
- コントラバス協奏曲（1934年）[17]：大澤の死後、1964年にペータース社より第2楽章「Monologue」が出版。
- ピアノ協奏曲第2番（1935年）
- ヴァイオリン小協奏曲『支那詩』（1937年）[22]
- ピアノ協奏曲第3番『神風』（1938年）
- ピアノと管弦楽のための『鉄と火の協奏曲』（安西冬衛の詩による朗読用音楽）（1942年）[23]
- ピアノと管弦楽のための『さくら幻想曲』（1946年）[24]
- サクソフォン協奏曲（1947年）[23]
- トランペット協奏曲（1950年）[25]

### 室内楽曲
- ヴァイオリンとピアノのための『憂鬱な即興曲』ニ短調（1930年）[26]
- ピアノ三重奏曲 ニ短調（1932年）[27]
- チェロとピアノのためのソナタ ト長調（1932年）[16]
- ピアノ五重奏曲 ハ短調（1933年）
- ヴァイオリンとピアノのための『ナイトモノローグ』ホ短調（1933年）[21]
- 弦楽四重奏曲 イ短調（1933年）[17]
- フルート、ヴィオラとピアノのための三重奏曲（1934年）[28]
- 木管三重奏曲[18]
- タンゴ・オーケストラのための『海原に寄す』

### ピアノ独奏曲
- ワルツ[29]
- 幻想メヌエット（1930年）
- 3つのワルツ（1930年）[26]
- フーガ ハ短調（1931年）[30]
- 人形のうた変奏曲（1931年）[31]
- トッカータ[32]
- 富士山（1933年）
- 3つのプレリュード（1933年）
  1. ニ長調
  2. ト短調
  3. イ短調
- ソナチネ ホ短調（1933年）
- シンバル（1933年）
- ウッドブロックス（1933年）[21]
- 6つのカプリチェッティ（1934年）
- パターンズ（全5曲）（1934年）
- 小デッサン集（全5曲）（1934年）[17]
- インスピレーション[33]
- 丁丑春三題（1937年）[34]
  1. 春宵紅梅
  2. 春律醉心
  3. 無為即興
- てまりうたロンド（1943年）[35]
- 組曲『五月人形』（全10曲）（1948年）[36]

### 歌曲
- ソリティア他3曲（英語）
- シャンティ（英語）
- ノクターン（英語）
- ソプラノ、フルートとピアノのための『空の幻想 A Phantasy of Heaven』（ハリー・ケンプ（英語版）の詩による、1933年）[33]
- 桜に寄す（日本語、管弦楽伴奏）（1935年）[18]
- 秋の歌（ポール・ヴェルレーヌの詩による、フランス語、1936年）
- 走馬燈（一柳信二の詩による、日本語、1936年）[37]
- 鉄の祈り（カール・サンドバーグの詩による、英語、1937年）
- ロンディーノ（立居寛の詩による、日本語、1937年）[38]

### 合唱曲
- コラールフーガ『キリエ・エレイソン ト短調』（1931年）[30]
- ラプソディ・サルム 狂想的詩篇（1934年）
- 小ミサ曲（未完）[18]
- 交響幻想曲『西土』（1937年）[39]
- 交声曲『三つの百合』（1938年）
- 交声曲『槍持』（1939年）
- 交声曲『つばめに託して女のうたへる』（1939年）
- 交声曲『海の夜明け』（1940年）
- 交声曲『万民奉祝譜』（1940年）
- 雲のファンタジア（1947年）
- あたらしき五月頌（1950年）

### 舞台音楽・音楽劇
- 鯨の背中（1939年）
- 夢殿観音（1940年）
- 暁の鶏冠山（1940年）

### 物語詩曲（独唱、合唱、朗読と音楽）
- 蟻の世界（1940年）
- 鯉のぼり（1941年）
- たぬき（1941年）
- 水産の幻燈画（1941年）

### 映画音楽
- 還って来た男（1944年、川島雄三監督）
- 女優須磨子の恋（1947年、溝口健二監督）
- 夜の女たち（1948年、溝口健二監督）
- 幽霊列車（1949年、野淵昶監督）
- 夜明け前（1953年、吉村公三郎監督）

### 校歌
- 聖学院高等学校校歌（東京都北区）
- 女子聖学院高等学校校歌（東京都北区）
- 長崎県立島原高等学校校歌（長崎県島原市）
- 兵庫県立伊丹高等学校校歌（兵庫県伊丹市）
- 兵庫県立津名高等学校校歌（兵庫県淡路市）
- 報徳学園中学校・高等学校校歌（兵庫県西宮市）
- 大阪市立高等学校校歌（大阪府枚方市）
- 大阪府立阿倍野高等学校校歌（大阪府大阪市阿倍野区）
- 岡山県立岡山東商業高等学校校歌（岡山県岡山市）
- 西宮市立上甲子園中学校校歌（兵庫県西宮市）
- たつの市立御津中学校校歌（兵庫県たつの市）
- 高砂市立宝殿中学校校歌（兵庫県高砂市）

### 応援歌
- 関西学院大学応援歌・弦月（兵庫県西宮市）
  - （現在は逍遙歌「弦月高く」として歌い継がれている）

### 市歌
いずれも兵庫県。
- 芦屋市民のうた（1949年、芦屋市）
- 伊丹市歌（1950年、伊丹市）
- 龍野市歌（1951年、旧龍野市）